# Guido Tabellini
Guido Enrico Tabellini (ur. 26 stycznia 1956 w Turynie) – włoski ekonomista i nauczyciel akademicki, profesor, w latach 2008–2012 rektor Uniwersytetu Bocconi.

## Życiorys
W 1980 ukończył nauki ekonomiczne na Uniwersytecie Turyńskim, w 1984 doktoryzował się w tej dziedzinie na Uniwersytecie Kalifornijskim w Los Angeles. Pracował jako nauczyciel akademicki na Uniwersytecie Stanforda (1985–1986) i na UCLA (1986–1990). Po powrocie do Włoch był profesorem na uniwersytetach w Cagliari (1990–1991) i w Brescii (1991–1994). W 1994 został profesorem ekonomii na Uniwersytecie Bocconi. Był dyrektorem (1994–2002) i następnie do 2008 prezesem działającego na tej uczelni instytutu badawczego IGIER. W latach 2008–2012 zajmował stanowisko rektora.
Udzielał się jako ekspert oraz doradca Banku Światowego i MFW, a także włoskich instytucji rządowych. Powoływany m.in. w skład komitetu naukowego organizacji gospodarczej Confindustria oraz rad dyrektorów przedsiębiorstw Fiat Industrial, CIR – Compagnie Industriali Riunite i CNH Industrial. Autor monografii i artykułów naukowych m.in. z zakresu polityki gospodarczej i wzrostu gospodarczego.